# 전람회

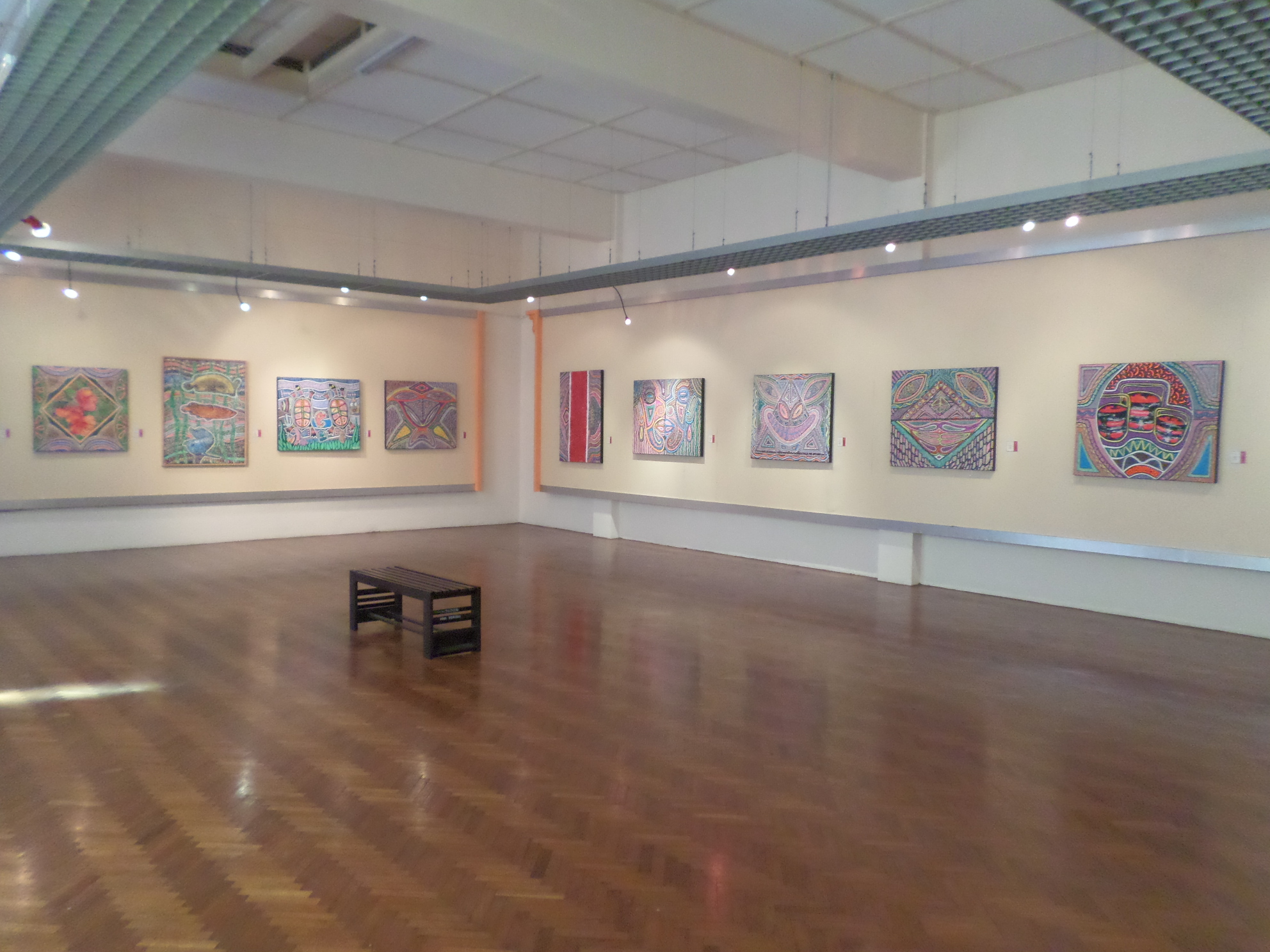
전람회

전람회(展覽會)는 일반적으로 박물관, 미술관에서 역사적 자료, 인물 자료, 공예·미술 작품 등을 공개하기 위한 전시 기획을 칭한다.

## 같이 보기
- 견본시
- 박람회
- 엑스포
- 비엔날레